# Walter Warzecha
Walter Wilhelm Julius Warzecha (ur. 23 maja 1891 w Świebodzinie, zm. 3 września 1956 w Hamburgu) – generaladmiral Kriegsmarine. Naczelny Dowódca Kriegsmarine (23 maja – 22 lipca 1945), desygnowany przez aliantów.

## Życiorys
Walter Warzecha urodził się w Świebodzinie (do 1945 niem. Schwiebus). Jego ojciec Max Warzecha był długoletnim burmistrzem miasta Neuruppin, ale rodzina pochodziła ze Śląska.
W 1909 roku wstąpił jako kadet do Kaiserliche Marine. W czasie I wojny światowej dowódca UC-1, UC-71, UB-148.
Przed II wojną światową (do października 1938) był dowódcą ciężkiego krążownika „Admiral Graf Spee”.
Do czasu rozwiązania Kriegsmarine w lipcu 1945 roku był odpowiedzialny za jej demobilizację. 22 lipca 1945 roku został zdymisjonowany przez aliantów. Następnie Warzecha był jeńcem wojennym do 1947 roku.
Od listopada 1947 r. Warzecha pracował w ubezpieczalni Allianz. Zmarł na atak serca 3 września 1956 r. w Hamburgu.

### Odznaczenia
- Krzyż Niemiecki (złoty) – 30 stycznia 1943, jednocześnie awansowany na stopień Admiral (Oberkommando der Marine)[1].